# Nizza di Sicilia
Nizza di Sicilia là một đô thị ở tỉnh Messina trong vùng Sicilia của Italia, có vị trí cách khoảng 180 km về phía đông của Palermo và vào khoảng 25 km về phía tây nam của Messina. Tại thời điểm ngày 31 tháng 12 năm 2004, đô thị này có dân số 3.615 người và diện tích là 13,2 km².
Nizza di Sicilia giáp các đô thị: Alì Terme, Fiumedinisi, Mandanici, Roccalumera.